# 沙鳢单极虫
沙鳢单极虫（学名：Thelohanellus odontobutis）为单极科单极虫属的动物。在中国，分布于浙江等，营寄生生活，寄生在沙塘鳢的肾和膀胱。